# 宝蔵寺 (我孫子市)
宝蔵寺（ほうぞうじ）は、千葉県我孫子市にある真言宗豊山派の寺院。

## 概略と沿革
1617年（元和3年）に開山した。かつての久寺家城跡地に建てられた。
久寺家城は、誰がいつ築いたのかといった記録が皆無で、我孫子城との関係が取り沙汰される謎の城である。

## 交通アクセス
- JR東日本常磐線我孫子駅より徒歩18分。